# Castelo de Wangenbourg
O Château de Wangenbourg é um castelo em ruínas. Construído no século XIII na comuna de Wangenbourg-Engenthal no departamento de Bas-Rhin na França